# Eicke Götz
Eicke Dietrich Götz (* 29. November 1939 in Berlin) ist ein deutscher Politiker (CSU).
Götz, der Sohn eines Ministerialrats, war von Beruf Rechtsanwalt und Verwaltungsbeamter. Er gehörte von 1980 bis 1990 dem Deutschen Bundestag an. Er wurde dabei im Bundestagswahlkreis Fürstenfeldbruck stets direkt gewählt. Götz ist promovierter Jurist und lebt in Gröbenzell, dort war er von 1972 bis 1980 hauptamtlicher Erster Bürgermeister, ehe er erstmals in den Deutschen Bundestag gewählt wurde.